# Patty Smyth
Patricia Smyth (Nueva York, 26 de junio de 1957) es una cantante y compositora estadounidense. Saltó a la fama a nivel nacional con la banda de rock Scandal, y posteriormente continuó como solista. Su distintiva voz y su imagen de new wave obtuvieron mucha exposición a través de grabaciones de video transmitidas en canales de videos musicales de televisión como MTV. Su álbum debut como solista, Never Enough, fue bien recibido y dos de sus canciones aparecieron en el Billboard Hot 100. A principios de los años 90 llegó al top 10 del Billboard Hot 100 con el sencillo «Sometimes Love Just Ain't Enough», un dueto con Don Henley de Eagles. Interpretó y coescribió con James Ingram la canción «Look What Love Has Done» para la película de 1994 Junior. El trabajo le valió una nominación a los Premios Grammy en la categoría de mejor canción escrita para medios visuales, así como una nominación a los Premios Óscar en la categoría de mejor canción original.

## Discografía

### Álbumes de estudio
- Never Enough (1987) nº66 EE. UU.
- Patty Smyth (1992) nº47 EE. UU.
- Greatest Hits – Featuring Scandal (1998)

### Sencillos
| 1987                                  | "Never Enough"                                      | 61  | 4  | —  | —  | Never Enough   |
| 1987                                  | "Downtown Train"                                    | 95  | 40 | —  | —  | Never Enough   |
| 1987                                  | "Isn't It Enough"                                   | —   | 26 | —  | —  | Never Enough   |
| 1992                                  | "Sometimes Love Just Ain't Enough" (con Don Henley) | 2   | —  | 1  | 22 | Patty Smyth    |
| 1992                                  | "No Mistakes"                                       | 33  | —  | 4  | —  | Patty Smyth    |
| 1993                                  | "I Should Be Laughing"                              | 86  | —  | —  | —  | Patty Smyth    |
| 1993                                  | "Shine"                                             | —   | —  | —  | —  | Patty Smyth    |
| 1994                                  | "Look What Love Has Done"                           | 106 | —  | 23 | —  | Non-album song |
| "—" indica que no entró en las listas |                                                     |     |    |    |    |                |